# Kéthly Anna tér
A Kéthly Anna tér egy új tér Budapest VII. kerületében, az Erzsébetvárosban. Nevét 2001-ben kapta. A teret Baraczka Katalin tervezte.
A teret Kéthly Anna szociáldemokrata politikusról nevezték el, akinek fejszobrát 2006-ban avatták fel.

## Története
A kis tér 2000 előtt még nem létezett. Aztán  a Wesselényi utca 27. illetve 29. sz. alatti házat lebontották és több telket összevontak. (A két lakóház a Klauzál és a Nyár utca között 1880 körül épült, azonos kinézetű, eléggé szerény állapotú eklektikus épület volt.) Előbb a 29. szám alatti házat bontották le, majd jó egy évvel később a 27. számú is sorra került. Végül 2004-re – több telken – előbb felépült a Greenpoint 7 nevű irodaház, nem sokkal később pedig egy park is elkészült.
A terület 2001 előtt egy ideig még névtelen volt.
A tér közepén álló, 2006-ban felavatott szobor Czinder Antal műve. A teret Baraczka Katalin tervezte; 2010-ben az egészet bekerítették.